# Bory (Brzeźce)
Bory – część wsi Brzeźce w Polsce położona w województwie lubelskim, w powiecie ryckim, w gminie Stężyca.
W latach 1975–1998 miejscowość należała administracyjnie do ówczesnego województwa lubelskiego.